# Ураганът Рози
„Ураганът Рози“ (на италиански: Temporale Rosy) е италианска комедия от 1979 година на режисьора Марио Моничели с участието на Жерар Депардийо и Фейт Минтън.

## Сюжет
Раул има най-добри шансове да стане следващ шампион по бокс в лека-тежка категория. Заради глупав бас си чупи ръката, кариерата му е съсипана. Той започва работа на луна парк, там той среща Рози за първи път. Когато я вижда следващия път, тя е звездата на шоуто по борба на Майк Фернандо. Те страстно се влюбват, но любовта им трябва да преживее нарастващата ѝ слава и неговата бурна ревност.

## В ролите
| Изпълнител       | Роля                    |
| ---------------- | ----------------------- |
| Жерар Депардийо  | Раул Ламаре             |
| Фейт Минтън      | (Ураганът) Рози Спелмън |
| Жан Клод Левис   | Кунта Кинте             |
| Лола Гарсия      | Жана                    |
| Катлийн Томпсън  | Труди                   |
| Роланд Бок       | Майк Фернандес          |
| Хелга Андерс     | Шарлот                  |
| Чарлз Болет      | Рефер                   |
| Джанрико Тедески | Графът                  |